# Formel 1 in der Schule

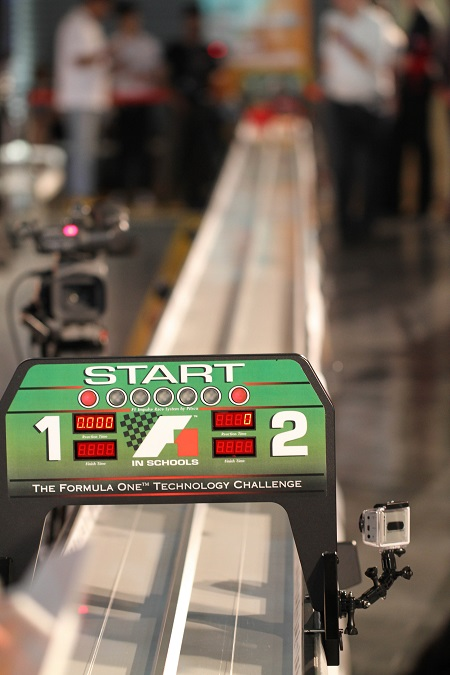
Formel 1 in der Schule – Rennbahn

Formel 1 in der Schule (kurz: F1 in der Schule; international: F1 in Schools) ist Teil eines internationalen Schülerwettbewerbs für Schülerinnen und Schüler im Alter zwischen 11 und 19 Jahren, die als Gruppe bzw. in Teams teilnehmen. Im Vordergrund steht der Automobilsport in Zusammenhang mit technischen Leistungen auf dem Gebiet der MINT-Fächer. Bewertet werden verschiedene Aktivitäten und Arbeitsergebnisse der jeweiligen Schülergruppe, wie z. B. ein Portfolio und ein Messestand. Der Wettbewerb findet heute in 49 Ländern statt.

## Geschichte und Organisation
Der Wettbewerb F1 in Schools wurde 1999 in England von Andrew Denford gegründet. Denford ist CEO von Denford Ltd., eine britische Maschinenbaufirma. Ziel des Wettbewerbs ist, jungen Menschen die Themenfelder der Ingenieurwissenschaften auf spielerische Weise näher zu bringen. Der Wettbewerb findet auf regionaler und nationaler Ebene in den einzelnen Ländern statt. Die nationalen Gewinner werden zu der internationalen Finale eingeladen. Die Finale werden jedes Jahr an einem anderen Ort abgehalten und finden in der Regel in Zusammenhang mit einem Grand Prix statt.
Weltweit gefördert werden die Idee und die Durchführung der Wettbewerbe sowohl von führenden Unternehmen der Technologiebranche und des Automobilsports als auch von Universitäten und Fachverbänden. Auf nationaler Ebene wird der Wettbewerb mit Hilfe von Sponsoren organisiert. In Deutschland ist Formel 1 in der Schule eine in Heidelberg angesiedelte gemeinnützige GmbH. Der langjährige Geschäftsführer Armin Gittinger hat die Leitung im Juni 2023 an Alexander Paul Uelhoff übergeben.
Das Logo des Wettbewerbs lehnt sich an dem Logo des offiziellen Formel-1-Logo an. Die Formula One Group ist ein von vielen institutionellen Förderer von F1 in Schools.
Im Schuljahr 2006–2007 fand der erste Wettbewerb für Schülerinnen und Schüler in Deutschland statt. 2020 bis 2022 wurden in Folge der COVID-19-Pandemie die Meisterschaften in Deutschland teilweise durch Einsendung der Rennautos und der begleitenden Unterlagen an die zuständige Jury durchgeführt. Die Deutschen Meisterschaften 2020 und 2022 konnten unter entsprechenden Hygienevorkehrungen als physische Meisterschaften stattfinden.

## Der Wettbewerb

### Teilnahme
Ein Schülerteam kann aus zwischen drei und sechs Schülerinnen und Schüler bestehen. Schüler jeder Schulart dürfen teilnehmen, müssen aber in der Sekundarstufe sein. Der Wettbewerb findet während des Schuljahrs statt. Im Herbst werden Teams angemeldet, im Februar und März finden die regionalen Meisterschaften statt. Die Deutsche Meisterschaft findet jedes Jahr im Mai an abwechselnden Austragungsorten statt.
Ausnahme ist hierbei das Jahr 2020, da aufgrund der COVID-19-Pandemie die Deutsche Meisterschaft im September ausgetragen wurde.

### Ablauf
Die erste Aufgabe für jede Schülergruppe ist, sich als Team zu organisieren und Rollen bzw. Teilaufgaben zu verteilen. Die Hauptaufgabe ist, einen Miniaturrennwagen unter Anwendung von CAD/CAM zu entwerfen und herzustellen. Das Rennauto wird schließlich einer Jury präsentiert und seine Fahrleistung auf einer kurzen Rennbahn gemessen. Außerdem fließen die Dokumentation der technischen und organisatorischen Prozesse sowie die mündliche Präsentation des Gruppenprojekts in die Gesamtbewertung ein. Jedes Team reicht drei Exemplare ihrer Fahrzeugkonstruktion ein: ein Rennfahrzeug, ein Ersatzfahrzeug und ein Ausstellungsfahrzeug.

### Das Rennauto und die Rennbahn
Das Schülerteam entwirft seinen Rennwagen zunächst anhand von CAD-Modellierungssoftware. Bei der Konstruktion müssen die Teammitglieder Faktoren wie etwa Form und Strömungswiderstand berücksichtigen. Dafür steht F1 VWT, eine für diesen Zweck entwickelte Computersoftware, zur Verfügung.
Das Miniaturauto wird entweder als Ganzes aus einem Rohling mit einer CNC-Fräse gefräst oder auf einem 3D-Drucker additiv erstellt. Ausführliche technische Regeln geben die Beschaffenheit des Autos vor.
Die äußerliche Gestaltung bzw. das Grafikdesign des Wagens im Sinne einer effektiven Marketingstrategie ist ebenfalls eine Bewertungskategorie.
Die Rennautos werden mit eingelegten CO2-Patrone betrieben. Auf der Rennbahn werden sie mittels einer Nylonschnur gehalten. Neben der technischen Bewertung des Rennwagens wird auch die Fahrzeit und die Reaktionszeit auf einer eigens dafür konstruierten Rennbahn getestet. Auf der Weltmeisterschaft 2017 wurde eine neue von der Firma Denford Ltd. entwickelte Rennbahn und ein Zeitmessungssystem eingeführt.

### Bewertungskriterien
In erster Linie werden nicht die Rennwagen, sondern die Teamleistungen von der Jury bewertet. Punkte werden in fünf Kategorien vergeben: Fahrzeug, schriftliches Portfolio über den gesamten Prozess, Teamarbeit, mündliche Präsentation und Testrennen.

## Teilnehmende Länder
Teams von folgenden Ländern haben in der Vergangenheit an F1 in Schools teilgenommen.:
- Australien
- Aserbaidschan
- Bahrain
- Bermuda
- Brasilien
- Brunei
- China
- Deutschland
- England
- Frankreich
- Griechenland
- Hongkong
- Indien
- Irland
- Italien
- Japan
- Jordanien
- Kanada
- Katar
- Kasachstan
- Kenia
- Kuwait
- Malaysia
- Mexiko
- Niederlande
- Neuseeland
- Nigeria
- Nordirland
- Norwegen
- Österreich
- Oman
- Peru
- Portugal
- Russland
- Rumänien
- Saudi-Arabien
- Schottland
- Singapur
- Slowakei
- Spanien
- Südafrika
- Südkorea
- Thailand
- Tschechien
- Vereinigte Staaten
- Vereinigte Arabische Emirate
- Vietnam
- Wales
- Zypern

## Ergebnisse der Weltmeisterschaften
In der Regel werden die regionalen Gewinner eingeladen, an der nationalen Meisterschaft teilzunehmen. Weitere Teilnehmer werden durch Vergabe von Wildcards hinzugenommen. Die Gewinner der nationalen Meisterschaften werden eingeladen, ihr jeweiliges Land bei der Weltmeisterschaft zu vertreten. Darüber hinaus dürfen die nationalen Organisatoren bis zu drei weitere Mannschaften nominieren.
Das Team, das die Weltmeisterschaft gewinnt, erhält eine Trophäe sowie Stipendien für ein Studium im Bereich der Ingenieurwissenschaften an einer Universität in England.
| Jahr | Gastgeberstadt                         | Weltmeister | 2. Platz | 3. Platz | Bester Rennwagen                                                                                   |
| ---- | -------------------------------------- | --- | --- | --- | -------------------------------------------------------------------------------------------------- |
| 2004 | England Coventry                       | Vereinigte Staaten Turbo Bloomsburg High School (PA)                                                                                 | Südafrika Flash St Alban's College                                                                             | Australien Thunder Down Under Cheltenham Girls High School (NSW) & Noosa District State High School (QLD)                                  | Australien Thunder Down Under Cheltenham Girls High (NSW) & Noosa District State High School (QLD) |
| 2006 | Vereinigtes Königreich Birmingham      | Australien Stingers Trinity Grammar School (Victoria)                                                                                | Südafrika Flash St Alban's College                                                                             | Bloomsburg High School (PA) | Australien Stingers Trinity Grammar School (VIC)                                                   |
| 2007 | Australien Melbourne                   | Nordirland FUGA Coleraine Academical Institution                                                                                     | Schottland Lighting Blairgowrie High School                                                                    | Malaysia Mercurial Ace SMK Convent Bukit Nanas                                                                                             | Australien Race A Roos Wesley College Perth (WA)                                                   |
| 2008 | Malaysia Kuala Lumpur                  | England Pulse Devonport High School for Boys                                                                                         | Australien Goshawk Trinity Christian School (ACT)                                                              | Australien Impulse F1 Barker College (NSW)                                                                                                 | Australien Impulse F1 Barker College (NSW)                                                         |
| 2009 | Vereinigtes Königreich London          | Irland The Koni Kats St. David's Secondary School                                                                                    | Australien Redline Racing Trinity Christian School (ACT)                                                       | Australien / Kanada AC Racing Noosa District State High School (QLD) & Miles MacDonell (MB)                                                | Australien Redline Racing Trinity Christian School (ACT)                                           |
| 2010 | Singapur Singapur                      | Vereinigte Staaten Unitus Racing Southeast High School (FL) & James Madison Middle School (VA)                                       | Australien / Vereinigte Arabische Emirate Zer0.9 Pine Rivers State High School & The Indian High School, Dubai | Deutschland Aixtreme Racing Einhard-Gymnasium Aachen                                                                                       | Australien Basilisk Performance Sebastopol College (VIC)                                           |
| 2011 | Malaysia Kuala Lumpur                  | Australien PentaGliders Brooks High School (TAS)                                                                                     | Deutschland BETAGREEN Gymnasium Grootmoor                                                                      | Vereinigte Staaten Unitus Racing Southeast High School (FL) & James Madison Middle School (VA)                                             | Australien PentaGliders Brooks High School(TAS)                                                    |
| 2012 | Vereinigte Arabische Emirate Abu Dhabi | Australien Cold Fusion Brighton Secondary School (SA)                                                                                | Vereinigtes Königreich Team Ignite                                                                             | England Rush Robert May's School | Kanada Blazing Arrow Woburn C.I. / SATEC (SA)                                                      |
| 2013 | Vereinigte Staaten Austin (Texas)      | Australien A1 Racing Phoenix P-12 Community College (VIC) & Pine Rivers State High School (QLD)                                      | Vereinigte Staaten Allegiance Racing Southeast High School (FL)                                                | Deutschland Unlimited Acceleration Lessing-Gymnasium Winnenden                                                                             | Irland Bardahl Racing St David's Holy Faith Secondary School                                       |
| 2014 | Vereinigte Arabische Emirate Abu Dhabi | England Colossus F1 Robert May's School                                                                                              | Australien Gamma Raycing Magdalene Catholic High School (NSW)                                                  | Deutschland Boreas Racing Gymnasium An der Stenner                                                                                         | England Colossus F1 Robert May's School                                                            |
| 2015 | Singapur Singapur                      | Deutschland / Vereinigte Staaten Union Racing International Alexander-von-Humboldt Gymnasium Greifswald & Lexington High School (MA) | Portugal Mustangs                                                                                              | Irland Team AIB Racing | Kanada Laminar Racing                                                                              |
| 2016 | Vereinigte Staaten Austin (Texas)      | Griechenland Infinite Racing 852.3 Points Mandoulides School                                                                         | Australien Infinitude 837.8 Points Brighton Secondary School (SA) & St Bede's College (VIC)                    | Deutschland Endeavour 770.5 Points Gymnasium Unterrieden Sindelfingen; Karl-Friedrich-Gymnasium; & Kurfürst-Friedrich-Gymnasium Heidelberg | Vereinigte Arabische Emirate Knight Hawks The Indian High School, Dubai                            |
| 2017 | Malaysia Kuala Lumpur                  | Australien Hyperdrive 906.7 Points Trinity Grammar School (Victoria)                                                                 | Australien / Deutschland Aurora 887.5 Points Brighton Secondary School (SA) & Fichte-Gymnasium Hagen           | Deutschland Pioneers 873.0 Points Gymnasium Kronshagen                                                                                     | Australien Hyperdrive Trinity Grammar School (Victoria)                                            |
| 2018 | Singapur                               | Australien Horizon 878.4 Points Brighton Secondary School (SA)                                                                       | Irland CJJ AutoVinco 860.0 Points St. Brigid’s College                                                         | Vereinigte Staaten Perspective 834.7 Points Palmetto High School (Florida)                                                                 | Australien Horizon Brighton Secondary School (SA)                                                  |
| 2019 | Vereinigte Arabische Emirate Abu Dhabi | Vereinigtes Königreich Evolve UK 855.5 Points Queen Elizabeth's Grammar School, (Faversham)                                          | Deutschland Fusion 826.8 Points Gymnasium Unterrieden Sindelfingen                                             | Vereinigtes Königreich Aflex Hose Centurion Racing 816.2 Points Rishworth School                                                           | Australien Ascension Mount View High School (Cessnock) & Penrith Christian School                  |

## Ergebnisse der Deutschen Meisterschaften
| Jahr | Austragungsort                                      | Teilnehmende Teams | Deutscher Meister                                               | Vizemeister                                            | Bronze                                                       | Deutscher Meister U15                                          |
| ---- | --------------------------------------------------- | ------------------ | --------------------------------------------------------------- | ------------------------------------------------------ | ------------------------------------------------------------ | -------------------------------------------------------------- |
| 2008 | Autostadt, Wolfsburg                                | 16                 | Team Friesen Design (Wilhelmshaven)                             | Team Goethe (Bochum)                                   | Yellow Wings (Bochum)                                        |                                                                |
| 2009 | Produktionstechnisches Zentrum Hannover             | 21                 | Betagreen (Gymnasium Grootmoor, Hamburg)                        | StormRiders (Schwäbisch Gmünd)                         | Panasonic-Racing (Hannover)                                  | Airbreakers (Schwäbisch Gmünd)                                 |
| 2010 | Deutsches Museum Verkehrszentrum, München           | 22                 | Aixtrem Racing (Einhard-Gymnasium, Aachen)                      | BayWa-F1Team (Heinrich-Heine-Gymnasium München)        | Harrier-Racing-Team (Einhard-Gymnasium Aachen)               | Öcher Flitzer (Einhard-Gymnasium Aachen)                       |
| 2011 | Heinz Nixdorf MuseumsForum, Paderborn               | 24                 | Betagreen (Gymnasium Grootmoor, Hamburg)                        | Carbon Racing (Heinrich-Heine-Gymnasium Poppenbüttel)  | Zephyr (Einhard-Gymnasium Aachen)                            | X-TREAM (Alexander-von-Humboldt-Gymnasium Greifswald)          |
| 2012 | Mercedes-Benz Museum, Stuttgart                     | 24                 | AERO GP (Gymnasium Grootmoor, Hamburg)                          | Motion Blur (Sachsenwaldschule Gymnasium Reinbek)      | Zephyr (Einhard-Gymnasium Aachen)                            | F1 in Space (Zeppelin-Gymnasium Lüdenscheid)                   |
| 2013 | Accenture, Kronberg                                 | 25                 | Revival Plus (Gymnasium Grootmoor, Hamburg)                     | Unlimited Acceleration (Lessing-Gymnasium Winnenden)   | Panthernight Racing (Mönchsee-Gymnasium Heilbronn)           | BlueFire (Heinrich-Heine-Gymnasium München)                    |
| 2014 | Autostadt, Wolfsburg                                | 25                 | Boreas (Gymnasium an der Stenner, Iserlohn)                     | HighEnd Racing (Lessing-Gymnasium Winnenden)           | Javelin Racing (Marie-Therese-Gymnasium Erlangen)            | Ravensberger Erfinderwerkstaat (Ravensberger Schule Bielefeld) |
| 2015 | Hockenheim-Ring                                     | 25                 | Vast Velocity (Marie-Therese-Gymnasium, Erlangen)               | Silberform Racing (Gymnasium Unterrieden Sindelfingen) | Alliance (Gymnasium Grootmoor Hamburg)                       | phantomteam (Edith-Stein-Schule Darmstadt)                     |
| 2016 | Filmpark Babelsberg, Potsdam                        | 25                 | Fast Tech Crew (Alexander-von-Humboldt-Gymnasium, Schweinfurt); | Endeavour (Kurfürst-Friedrich-Gymnasium Heidelberg)    | PeleForce (Pelizaeus-Gymnasium Paderborn)                    | Phoenix (Alexander-von-Humboldt-Gymnasium Greifswald)          |
| 2017 | Audi Forum, Neckarsulm                              | 23                 | celerity.team (Märkisches Gymnasium, Iserlohn)                  | Pioneers (Gymnasium Kronshagen)                        | Evolve (Fichte-Gymnasium Hagen)                              | Silver Arrow (Karl-Friedrich-Gymnasium Mannheim)               |
| 2018 | ZF Forum, Friedrichshafen                           | 24                 | Polaris (Märkisches Gymnasium, Iserlohn)                        | Unity Racing (Gymnasium Grootmoor Bramfeld)            | Flying Phoenix Racing (Albrecht-Dürer-Gymnasium Hagen)       | Pink Penguins (Gymnasium Unterrieden Sindelfingen)             |
| 2019 | Autostadt, Wolfsburg                                | 24                 | Evolution (Märkisches Gymnasium, Iserlohn)                      | Fusion (Gymnasium Unterrieden Sindelfingen)            | Wi vom Dörp (Aue-Geest-Gymnasium Harsefeld)                  | Mach2 (Schule am Auetal, Ahlerstedt)                           |
| 2020 | Experimenta Heilbronn                               | 16                 | Sonic Boom (Graf-Rasso-Gymnasium, Fürstenfeldbruck)             | Blue Ocean (Gymnasium Kronshagen)                      | Wi vom Dörp (Aue-Geest-Gymnasium Harsefeld)                  | Momentum (Gymnasium Unterrieden Sindelfingen)                  |
| 2021 | virtuell/online                                     | 17                 | Cubic Racing (Thomas-Strittmatter-Gymnasium, St. Georgen)       | Momentum (Gymnasium Unterrieden, Sindelfingen)         | Swift (Graf-Rasso-Gymnasium, Fürstenfeldbruck)               | 5-Kro (Gymnasium Kronshagen)                                   |
| 2022 | Mercedes-Benz-Werk Bremen                           | 21                 | Cardiem (Gymnasium Grootmoor, Hamburg)                          | Excelleration (Heinrich-Heine-Gymnasium, Hamburg)      | Vicito (Alexander-von-Humboldt-Schule, Neumünster)           | Sicanda (Heinrich-Heine-Gymnasium, Hamburg)                    |
| 2023 | Mercedes-Benz-Werk Sindelfingen                     | 20                 | Recoil Racing (Marie-Therese-Gymnasium, Erlangen)               | Fire Storm (Gymnasium Unterrieden, Sindelfingen)       | Arrowspace (Alexander-von-Humboldt-Schule, Neumünster)       | Blue Wolves (Gymnasium in der Taus, Backnang)                  |
| 2024 | Motorworld Köln                                     | 21                 | evolut1on (Karl-Maybach-Gymnasium, Friedrichshafen)             | Array (Gymnasium Grootmoor, Hamburg)                   | Sirius (Städtisches Gymnasium Hennef, Hennef (Sieg))         | Blue Wolves (Gymnasium in der Taus, Backnang)                  |
| 2025 | Audi Driving Experience Center Neuburg an der Donau | 19                 | Blue Wolves (Gymnasium in der Taus, Backnang)                   | Ascent (Gymnasium Grootmoor, Hamburg)                  | Echo Racing (Gymnasium Theodor-Mommsen-Schule, Bad Oldesloe) | Speed Titans (Aue-Geest-Gymnasium Harsefeld, Harsefeld)        |

## Förderer und Sponsoren in Deutschland (Auswahl)
Förderer und Sponsoren sind/waren u. a.:
- Nordmetall-Stiftung
- Siemens PLM Software
- racingTV.de
- Femtec.GmbH